# Doronicum
Ne pas confondre avec Senecio doronicum (le Séneçon doronic), une espèce de la même famille mais d'un genre différent.
Genre
Classification phylogénétique
Doronicum (les doronics) est un genre de plantes à fleurs de la famille des Asteraceae, des régions tempérées d'Europe et d'Asie.

## Description

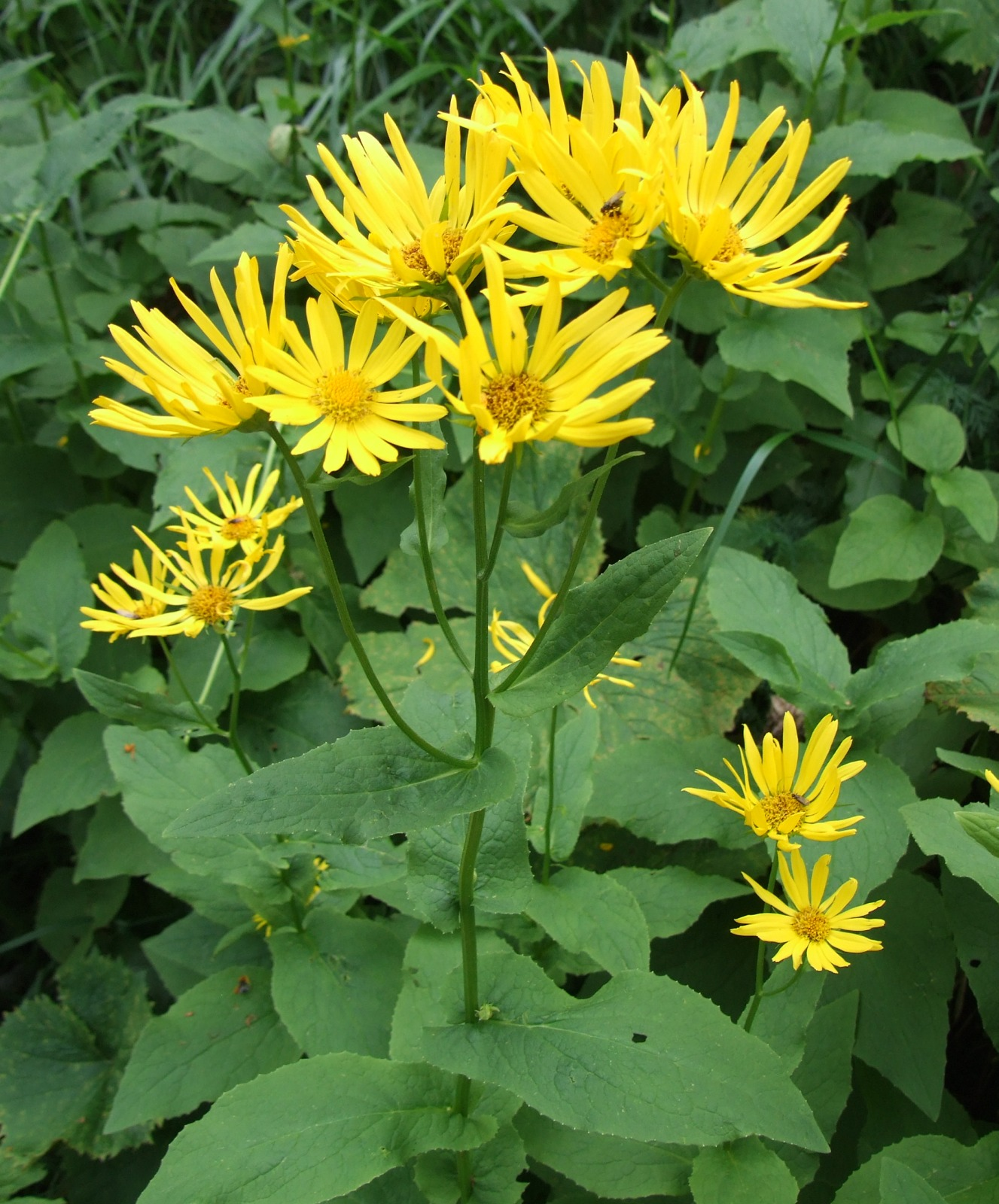
Doronicum austriacum.

Les espèces du genre Doronicum sont des plantes herbacées vivaces à racine un peu épaisse, tubéreuse ou stolinifère, oblongue, noueuse, fibreuse et brune en dehors, blanche en dedans. La tige droite, simple ou peu rameuse est pubescente, cylindrique et peut atteindre 1 mètre de haut. Les feuilles sont assez grandes, un peu velues, à pétiole poilu ou presque glabre. Les fleurs se forment en capitules terminaux jaunes d'or. L'involucre a des bractées égales, imbriquées sur 2 ou 3 rangs, les ligules jaunes se situant sur un seul rang. Les fruits sont des akènes oblongs, cylindriques, pubescents et pourvus de côtes saillantes. Ceux du centre sont couronnés d'une aigrette de soie disposées sur plusieurs rangs. Ceux de la circonférence sont nus ; ce dernier critère distinguant le genre Arnica ayant, quant à lui, la totalité de ses aigrettes couronnées ainsi que des akènes à côtes peu marquées.

## Étymologie

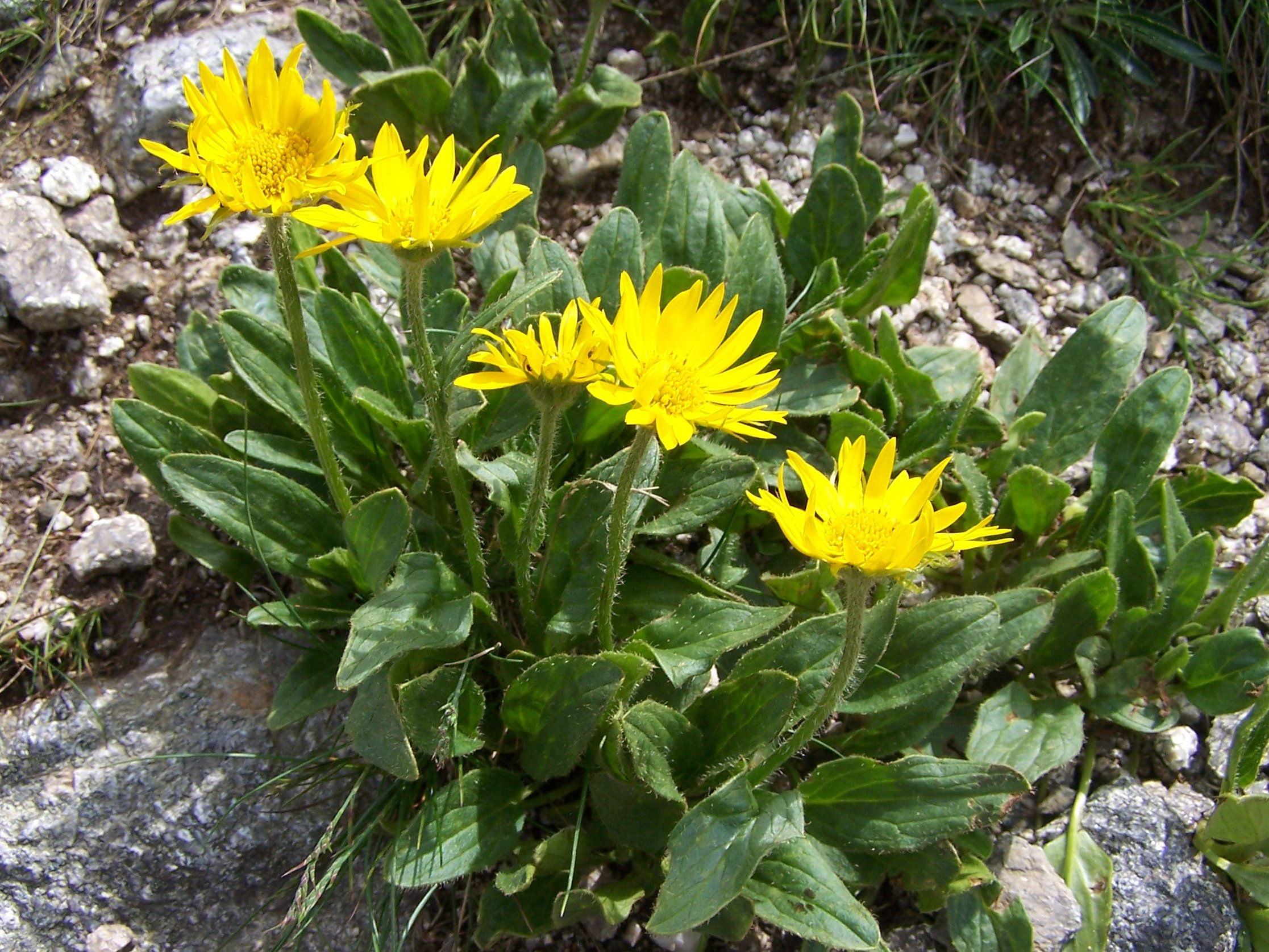
Doronicum clusii.

La pièce justificative la plus ancienne provient d'un poème médiéval traduit par Olivier de La Haye (Poème sur la Grande Peste) de 1425. Ce serait une traduction d'une source arabe ou persane. Ces indications se sont probablement rapportées aux fleurs de couleur jaune d'or pour en justifier le nom persan « daraniya » pour « or ».
Le mot Doronicum était utilisé avant Carl von Linné pour désigner au moins six espèces végétales. La fin du XVIIIe siècle voit apparaître une forte polémique sur ce genre. En effet, en raison de leurs caractères botaniques proches, les espèces des genres Doronicum, Arnica et Senecio sont interverties durant plus de 2 siècles ; un genre intermédiaire entre Doronicum et Arnica voit même le jour : le genre Aronicum, aujourd'hui caduc et dont la totalité des espèces se situe au sein du genre Doronicum.

## Liste d'espèces

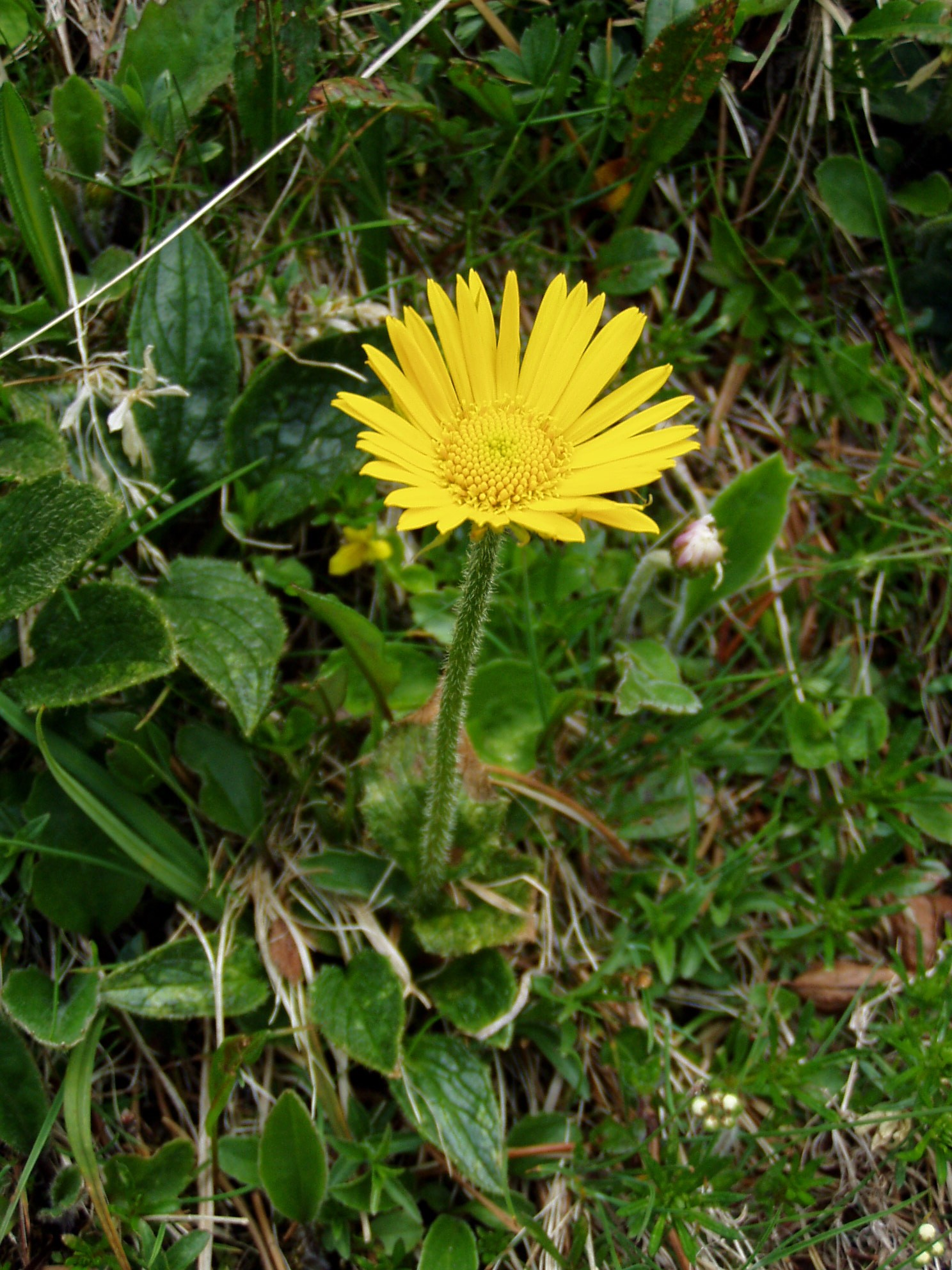
Doronicum glaciale

- Doronicum austriacum Jacq.- Doronic d'Autriche
- Doronicum carpetanum Boiss. & Reut. ex Willk.
- Doronicum cataractarum : endémique de Koralpe (sud des Alpes de Lavanttal)
- Doronicum clusii (All.) Tausch
- Doronicum columnae Ten.
- Doronicum corsicum (Loisel.) Poir - endémique de Corse
- Doronicum glaciale (Wulfen) Nyman
- Doronicum grandiflorum Lam. - Doronic à grandes fleurs
- Doronicum hungaricum  - Rchb.f.
- Doronicum orientale Hoffm. - Doronic du Caucase
- Doronicum pardalianches L. - Doronic tue-panthère
- Doronicum plantagineum L. - Doronic plantain

### Hybrides

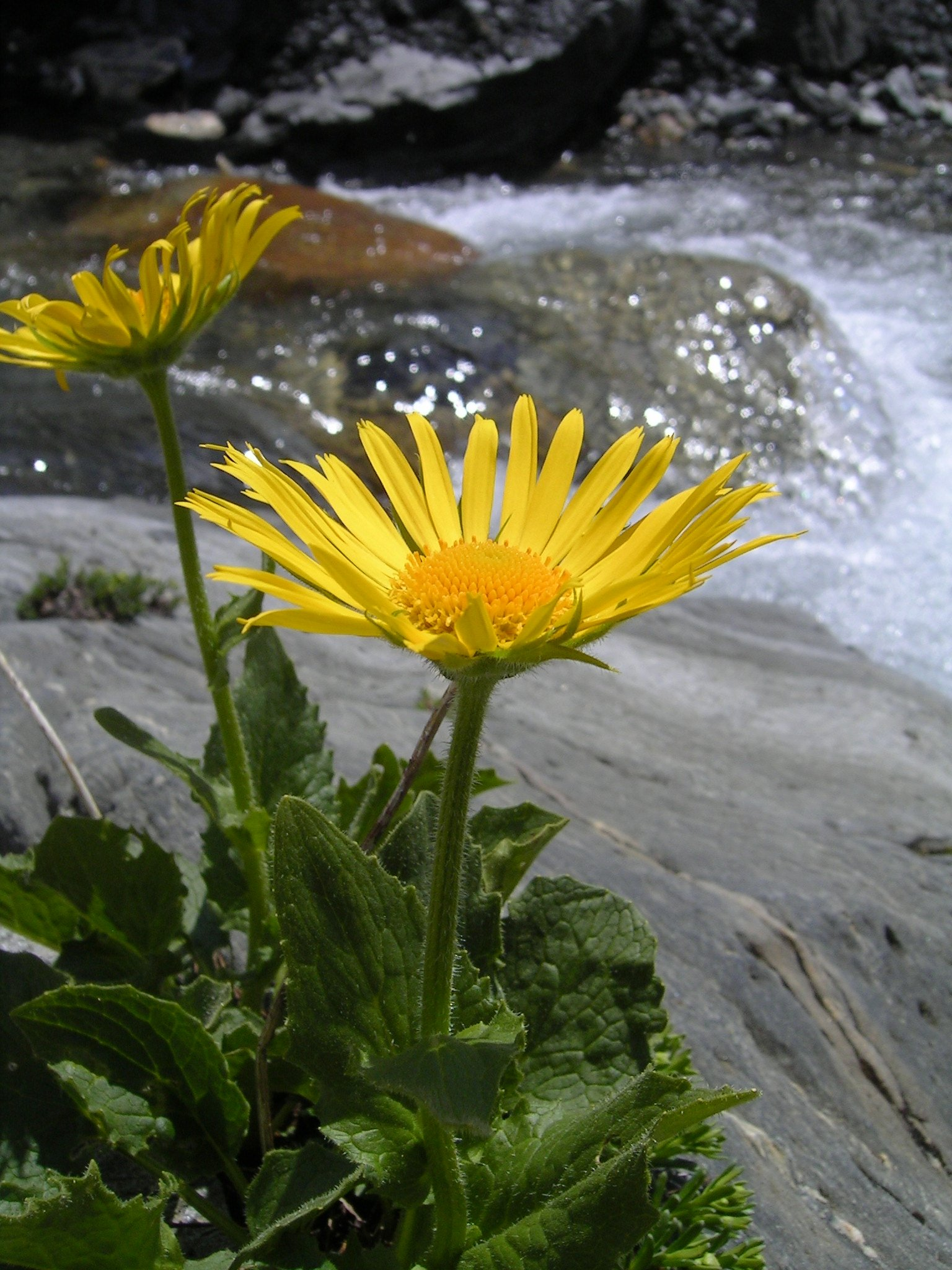
Doronicum grandiflorum.

- Doronicum ×excelsum (N.E.Br.) Stace (D. columnae × pardalianches × plantagineum)
- Doronicum ×pardalanchoides Bornm. & W.Koch (D. austriacum × pardalianches)
- Doronicum ×willdenowii (Rouy) A.W.Hill (D. pardalianches × plantagineum ou D. austriacum × Doronicum ×excelsum)

## Espèces ayant autrefois appartenu au genreDoronicum
- Arnica montana subsp. montana
- Aster bellidiastrum (L.) Scop.
- Erigeron annuus (L.) Desf.
  - Erigeron annuus subsp. annuus
  - Erigeron annuus subsp. strigosus (Mühl. ex Willd.) Wagenitz
- Aster platylepis Y.L.Chen
- Bellis rotundifolia (Desf.) Boiss. & Reut.
- Senecio doronicum L.

## Galerie

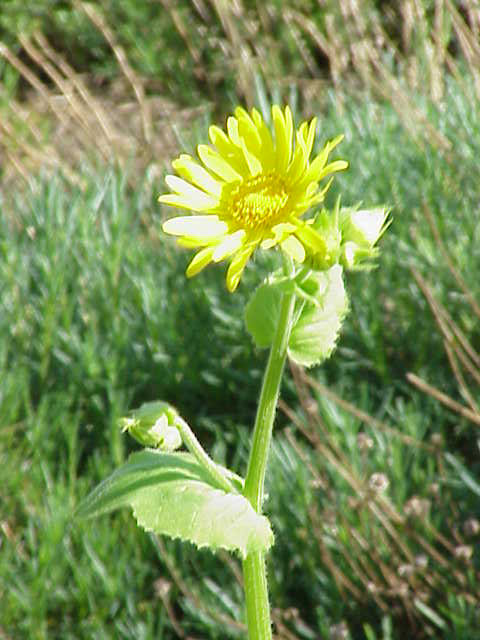
Doronicum pardalianches.
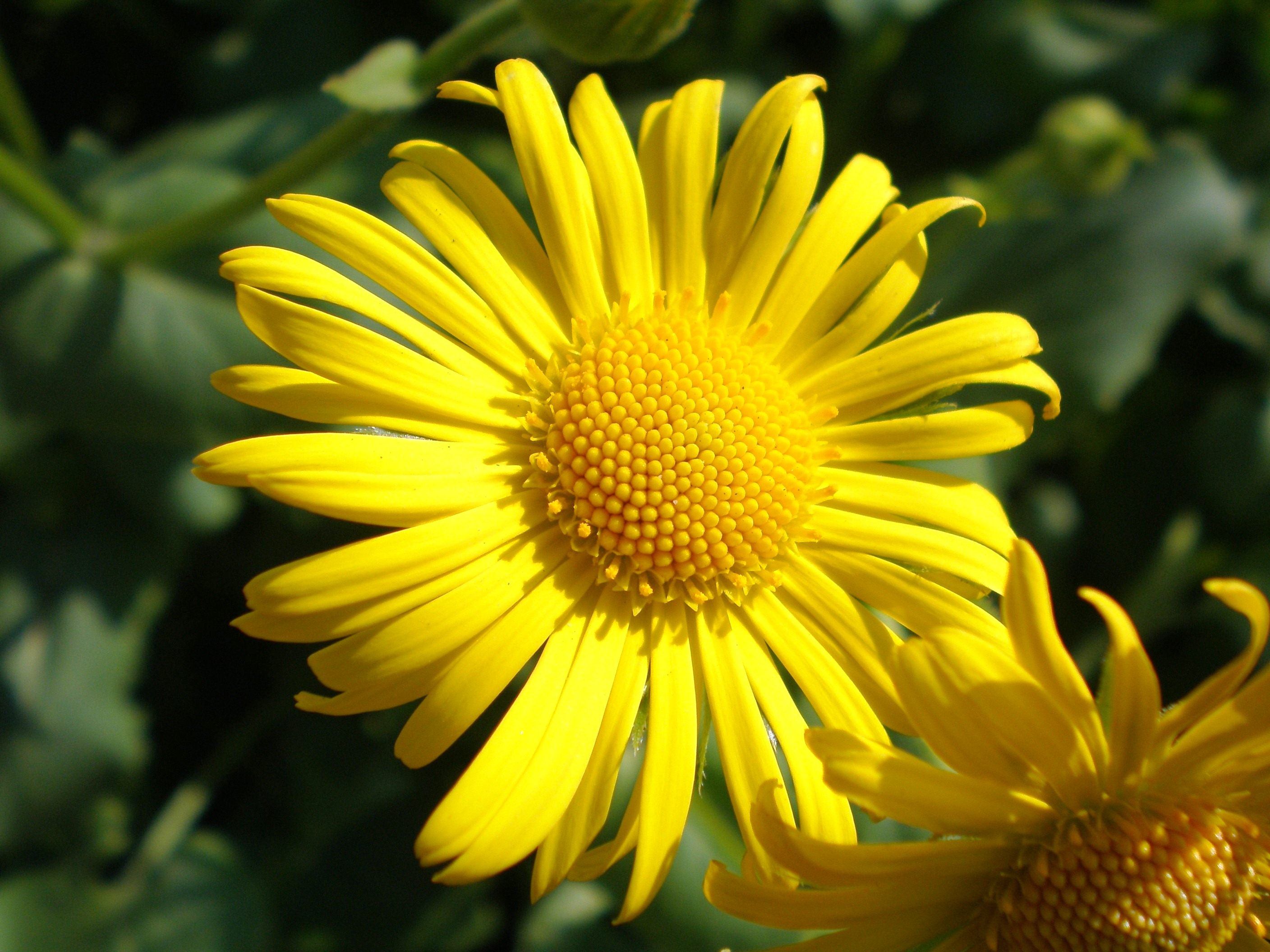
Doronicum orientale.
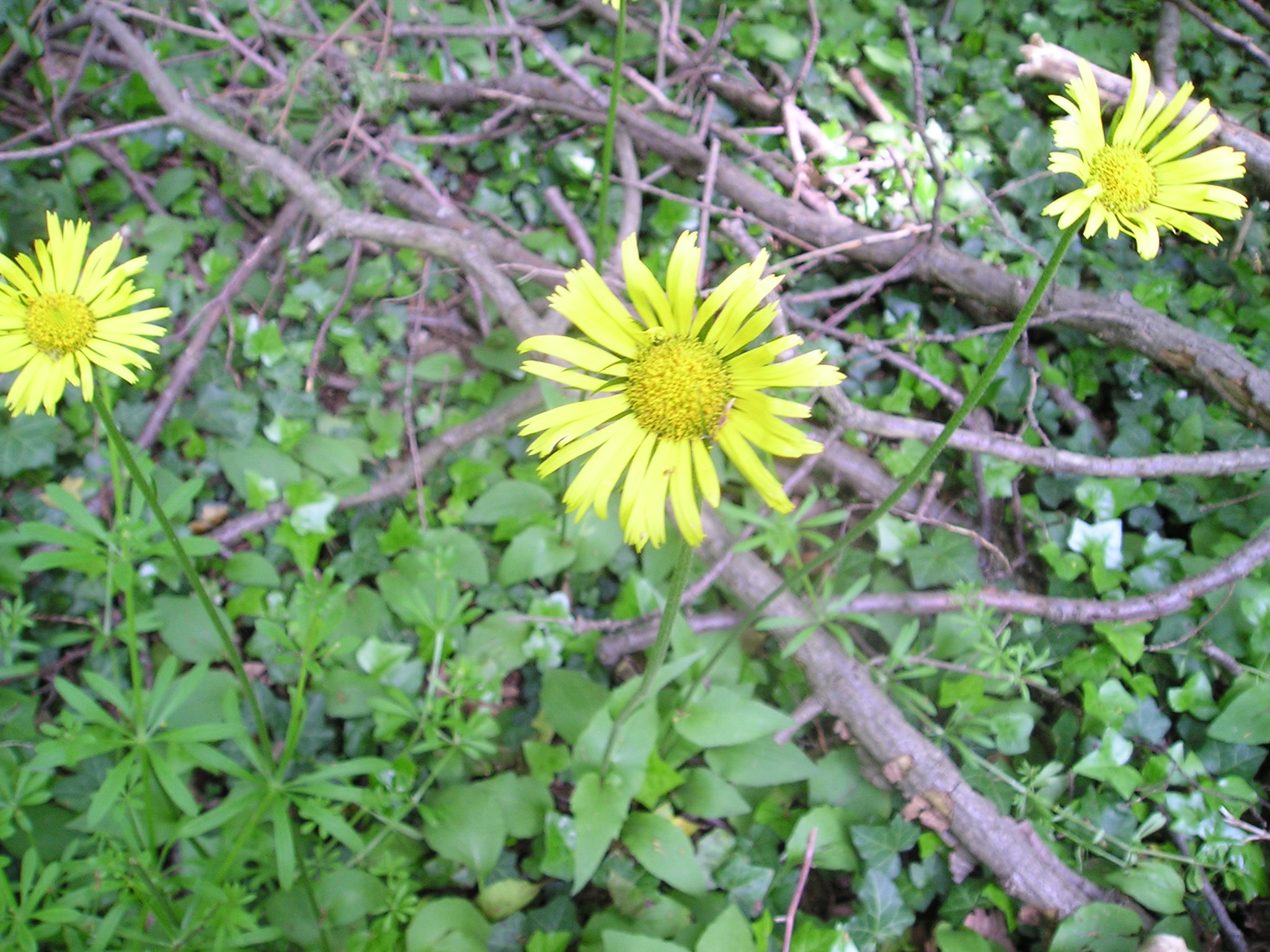
Doronicum plantagineum.

## Divers
Dans le calendrier républicain français, le 17e jour du mois de ventôse, est officiellement dénommé jour du doronic (généralement les 7 mars grégoriens).